# Sense8
Sense8 (um trocadilho com a palavra inglesa sensate /ˈsɛnseɪt/) é uma série de televisão norte-americana de ficção científica dramática dirigida, escrita e produzida por Lilly e Lana Wachowski e por J. Michael Straczynski. A primeira temporada, com doze episódios, foi produzida e lançada pelo serviço de streaming Netflix em 5 de junho de 2015.
A primeira temporada do programa apresentou um elenco multinacional, com Aml Ameen, Bae Doona, Jamie Clayton, Tina Desai, Tuppence Middleton, Max Riemelt, Miguel Ángel Silvestre e Brian J. Smith retratando oito estranhos de diferentes partes do mundo que de repente descobrem que são "sensates": seres humanos que estão mentalmente e emocionalmente ligados. Freema Agyeman, Terrence Mann, Anupam Kher, Naveen Andrews e Daryl Hannah também fazem parte do elenco. Na segunda temporada, Toby Onwumere substitui Ameen. O programa explora questões relacionadas à identidade, sexualidade, gênero e política que seus criadores sentiram que raramente eram abordadas na televisão.
Em 8 de agosto de 2015 - o mesmo dia e mês que os oito personagens principais da série fazem seus aniversários - a conta oficial no Twitter de Sense8 postou um vídeo dos membros do elenco, anunciando que a série da Netflix foi renovada para uma segunda temporada, que foi lançada em 5 de maio de 2017. No dia 26 de abril de 2016, foi anunciada a saída do ator Aml Ameen do elenco da série, sendo substituído por Toby Onwumere. O motivo da despedida do ator foi desentendimentos com a diretora e cocriadora do programa, Lana Wachowski. Foi lançado um episódio especial de Natal com duração de 2 horas no dia 23 de dezembro de 2016 na Netflix. Em 1 de junho de 2017, cerca de um mês depois de lançada a segunda temporada, a série foi cancelada pela Netflix, porém após grande mobilização dos fãs, a empresa voltou atrás na decisão e anunciou que iria produzir um episódio final de duas horas, lançado em 8 de junho de 2018.
O enredo da produção é caracterizado como original, inédito, ainda que sejam feitas associações com produções anteriores como Heroes e Jumper.

## Sinopse
A série conta a história de oito desconhecidos: Will Gorski, Riley Blue, Capheus "Van Damme" Onyongo, Sun Bak, Lito Rodriguez, Kala Dandekar, Wolfgang Bogdanow e Nomi Marks. Cada uma dessas pessoas é de uma cultura e um país diferente (exceto Will e Nomi, ambos americanos). Em seu cotidiano, todos subitamente têm uma visão da violenta morte de uma mulher chamada Angelica e, a partir de então, eles descobrem estar mentalmente e emocionalmente ligados um ao outro, sendo capazes de se comunicar, sentir e apoderar-se do conhecimento, linguagem e habilidades alheias. A quem tem esse tipo de dom é dado o nome de Sensate. Ao passo que tentam descobrir como e por que esta conexão aconteceu e o que isso significa, um misterioso homem chamado Jonas tenta ajudar os oito. Enquanto isso, outro estranho, chamado Whispers, tenta caçá-los, usando o mesmo poder para conseguir acesso às mentes sensate, embora Whispers precise olhar nos olhos dos outros sensates. Cada episódio reflete os pontos de vista dos personagens, que interagem uns com os outros enquanto aprofundam as próprias origens, as próprias diferenças e as experiências passadas que possam uni-los.

## Elenco e personagens

### Principal
| Atriz/Ator             | Personagem                                | Temporadas | Temporadas | Temporadas |
| Atriz/Ator             | Personagem                                | 1ª         | 2ª         |            |
| ---------------------- | ----------------------------------------- | ---------- | ---------- | ---------- |
| Jamie Clayton          | Nomi Marks                                | Regular    | Regular    |            |
| Max Riemelt            | Wolfgang Bogdanow                         | Regular    | Regular    |            |
| Miguel Ángel Silvestre | Lito Rodriguez                            | Regular    | Regular    |            |
| Brian J. Smith         | Will Gorski                               | Regular    | Regular    |            |
| Bae Doona              | Sun Bak (박선)                            | Regular    | Regular    |            |
| Tina Desai             | Kala Dandekar                             | Regular    | Regular    |            |
| Tuppence Middleton     | Riley "Blue" Gunnarsdóttir                | Regular    | Regular    |            |
| Aml Ameen              | Capheus "Van Damn" Onyango                | Regular    |            |            |
| Toby Onwumere          | Capheus "Van Damn" Onyango                |            | Regular    |            |
| Alfonso Herrera        | Hernando Fuentes                          | Regular    | Regular    |            |
| Freema Agyeman         | Amanita "Neets" Caplan                    | Regular    | Regular    |            |
| Terrence Mann          | Milton Bailey "Whispers" Brandt/Sussurros | Regular    | Regular    |            |
| Naveen Andrews         | Jonas Maliki                              | Regular    | Regular    |            |
| Daryl Hannah           | Angelica "Angel" Turing                   | Regular    | Regular    |            |

## Elenco

### Principais
A maioria dos personagens do elenco principal é chamado de sensates e todos têm exatamente a mesma idade, partilhando o mesmo aniversário.

#### Osoito sensates
- Aml Ameen (primeira temporada) e Toby Onwumere (especial de Natal e segunda temporada) como Capheus "Van Damme" Onyongo, um compassivo motorista de van, que vive em Nairóbi no Quênia; ele possui um forte senso de justiça, e está tentando desesperadamente ganhar dinheiro para comprar remédios para a mãe soropositiva.
- Doona Bae como Sun Bak, economista formada e filha de um poderoso empresário de Seul; ela não tem o reconhecimento do pai pelo fato de ser mulher, além de ser uma lutadora em ascensão do mundo das lutas noturnas de Seul.
- Jamie Clayton como Nomi Marks, uma mulher transexual, ativista política e hacker que luta pelos direitos LGBT, vivendo atualmente em San Francisco.
- Tina Desai como Kala Dandekar, uma cientista farmacêutica com grande futuro pela frente vivendo em Mumbai; devota Hindu e prometida a casar-se com um homem a quem não ama.
- Tuppence Middleton como Riley Blue (ou Gunnarsdóttir), uma DJ islandesa com um passado conturbado que a fez fugir da Islândia para Londres.
- Max Riemelt como Wolfgang Bogdanow, um chaveiro de Berlim que foi criado no crime organizado; hábil arrombador de cofres que tem questões não resolvidas com seu falecido pai e todos que o cercavam.
- Miguel Ángel Silvestre como Lito Rodriguez, que mantém o fato de ser homossexual em segredo da sociedade; é de ascendência espanhola e trabalha como ator em filmes e telenovelas na Cidade do México, sendo visto como galã pelas mulheres, porém escondendo seu romance com Hernando.
- Brian J. Smith como Will Gorski, um policial de Chicago assombrado por um assassinato não solucionado que presenciou durante a infância.

#### Outros regulares
- Freema Agyeman como Amanita, que sempre demonstra sua preocupação e companheirismo por Nomi, sua namorada.
- Alfonso Herrera como Hernando Fuentes, namorado de Lito que, a pedido do companheiro, ajuda a manter o relacionamento em segredo da sociedade.
- Terrence Mann como Whispers/Sussurros (em português), um sensate que se voltou contra sua própria espécie e lidera uma organização determinada a neutralizar ou matar sensates.
- Naveen Andrews como Jonas Maliki, um sensate de um antigo grupo de oito que quer ajudar os novos sensates.
- Daryl Hannah como Angelica "Angel" Turing, sensate do antigo grupo (que incluiu Jonas) que se torna a mãe do grupo de oito novos sensates quando ela ativa suas conexões psíquicas.

### Recorrentes
- Adam Shapiro como Dr. Metzger, o empregado de Whispers e médico que forja uma doença e tenta manter Nomi internada.
- Valeria Bilello como Lila Facchini, é uma sensate de outro grupo. Ela é a "Mão direita" para "O Rei do Norte", Sebastian Fuchs , e tem uma intensa paixão por Wolfgang desde que estabeleceu contato visual.
- Michael X Simmeos como Bug, o super hacker amigo da Nomi.
- Chichi Seii como Shiro, mãe de Capheus que está gravemente adoecida por ser soropositiva.
- Max Mauff como Felix Bernner, um serralheiro que é o melhor amigo de infância, confidente e parceiro no crime de Wolfgang.
- Christian Oliver como Steiner, um mafioso russo em Berlim que está em guerra com seu primo Wolfgang e Felix.
- Purab Kohli como Rajan Rasal, noivo de Kala.
- Darshan Jariwala como Manendra Rasal, pai de Rajan e marido de Sahana.
- Mita Vashisht como Sahana Rasal, mãe de Rajan e esposa de Manendra Rasal.
- Eréndira Ibarra como Daniela Velasquez, atriz e namorada de Joaquin, que ajuda Lito a esconder sua orientação sexual e se torna uma amiga muito próxima.
- Frank Dillane como Shugs, um amigo próximo de Riley e namorado de Bambie.
- Joe Pantoliano como Michael Gorski, o pai de Will, um policial aposentado.
- Lee Geung-young como Kang Dae-Bak, empresário e pai de Sun e Joong Ki-Bak.
- Lee Ki-chan como Joong Ki-Bak, irmão mais novo de Sun.
- Lwanda Jawar como Githu, o líder da "superpotência" de Nairobi.
- Biko Nyongesa como Um membro da gangue "superpotência".
- Ma Dong-seok
- Myung Gye-Nam como Instrutor de hapkidô de Sun.
- Natasha Rastogi como Priya Dandekar, mãe de Kala e esposa de Sanyam.
- Ness Bautista como Diego, um parceiro de Will na polícia.
- Paul Ogola como Jela, melhor amigo e parceiro de Capheus no serviço de ônibus Van Damn.
- Peter King Mwania como Silas Kabaka, um senhor do crime que se aproxima de Capheus para trabalhar com ele. Capheus o salva de ser executado pelos bandidos, e Silas lhe faz uma proposta, que renderá muito dinheiro e poder, deixando o sensate confuso.
- Rajesh Khera
- Raúl Méndez como Joaquin Flores, namorado violento de Daniela que, por "ciúmes" ou obsessão, a persegue a fim de continuar um relacionamento abusivo.
- Shruti Bapna
- Huzane Mewawala como Daya Dandekar, irmã de Kala e farmacêutica.
- Kristján Kristjánsson como Gunnar, um antigo pianista e pai de Riley.

## Episódios
| Temporada | Temporada | Episódios | Episódios          | Estreia original       |
| --------- | --------- | --------- | ------------------ | ---------------------- |
|           | 1         | 12        | 12                 | 5 de junho de 2015     |
|           | 2         | 12        | 1                  | 23 de dezembro de 2016 |
| 10        | 2         | 12        | 5 de maio de 2017  |                        |
| 1         | 2         | 12        | 8 de junho de 2018 |                        |

## Sense8: Creating the World
Sense8: Creating the World é um documentário de web de meia hora, filmado ao redor do mundo, sobre os bastidores da primeira temporada da série. Foi lançado online em agosto de 2015 no Netflix.

## Produção

### Concepção
“Nós começamos em um ponto falando sobre como a evolução envolve a criação de círculos cada vez maiores de empatia: Você pertence a sua família, então você pertence a sua tribo, em seguida, duas tribos ligar e agora você tem empatia para seus povos deste lado do rio e você está contra as pessoas do outro lado do rio... e continuar através de vilas, cidades, estados e nações... e daí se uma forma mais literal de empatia poderia ser desencadeada em oito indivíduos ao redor do planeta... que de repente tornou-se mentalmente consciente de si, capaz de se comunicar diretamente como como se eles estivessem na mesma sala. Como eles reagiriam ? O que eles fariam ?... O que isso significa? E o que o mundo pensa sobre as pessoas com essa capacidade ? Será que eles abraçá-lo, ou caçá-los... ? Isso nos daria uma plataforma perfeita para fazer um show que foi carregado com a ação, grandes ideias, algumas acrobacias incríveis que ninguém fez antes, e jogar para um público planetário.”

— J. Michael Straczynski, co-criador.
De acordo com as Wachowski, a origem de Sense8 se deu há vários anos em "uma conversa de fim de noite sobre como a tecnologia nos une e nos divide ao mesmo tempo". Straczynski se recorda que quando as Wachowski decidiram criar sua própria série, elas o convidaram para San Francisco, devido à sua experiência em trabalhar com o formato de séries, para trocar ideias. Tanto as Wachowski quanto Straczynski concordaram que se eles fossem fazer uma série de TV, eles teriam que tentar fazer algo que nunca tinha sido feito antes e alterar o "vocabulário para produção de televisão", da mesma forma que Matrix tornou-se uma grande influência para filmes de ação desde o seu lançamento. Depois de vários dias de discussão, eles decidiram em explorar a relação entre a empatia e a evolução da raça humana e que a história fosse contada em uma escala global, necessitando diversos países pelo mundo, em contraste ao padrão do modelo de produção para a televisão, que tenta limitar ou falsificar a quantidade de lugares o máximo possível. Uma fonte de inspiração para Straczysnski foi a sua própria experiência com seus amigos que vivem em diferentes partes do mundo mas se coordenam para que possam ver um filme ao mesmo tempo online e comentar sobre.

### Desenvolvimento
O trio ficou tão animado com o conceito que eles decidiram desenvolvê-lo por conta própria, em vez de tentar vendê-lo para que outras pessoas o desenvolvessem. As Wachowski, junto com Straczynski, haviam escrito três roteiros de especulação, de uma hora de duração cada, para conseguir o apoio de um algum canal para realizar a série, mas vendo que nem a Warner Bros nem a HBO tinham entendido o conceito da série, resolveram guardar o conceito para o futuro. Se a série fosse realizada as irmãs e Straczynski iriam partilhar as funções showrunners. Além disso as Wachowski planejavam dirigir alguns episódios da série, se o seu cronograma permitisse.
De acordo com Straczynski a primeira reunião com potenciais compradores foi com a Netflix. As Wachowski e Straczynski falaram com eles sobre temas como gênero, identidade, sigilo e privacidade em vez de lançando ação ou aspectos comerciais de outra forma e quando a reunião terminou eles temiam que eles cometeram um erro. Ao meio-dia e antes que tivessem a chance armá-la para outros meios, tais como HBO, Netflix chamou para oferecer preventivamente para comprar e produzir a primeira temporada. O Netflix anunciou que tinha ordenado uma primeira temporada de 10 episódios para a série em 27 de março de 2013.
Escrita inicial foi dividida entre o Wachowski e Straczynski cada um com poucos episódios. As Wachowski escreveram os episódios um, dois, três, sete e oito. Straczynski escreveu episódios quatro, cinco, seis, nove e dez. Em seguida, as Wachowski reescrevram os scripts de Straczynski e vice-versa. Straczynski disse que uma boa parte da escrita era apenas ele e Lana. Lana Wachowski, uma mulher trans, escreveu seu primeiro personagem transexual em sua carreira na série; Nomi Marks. Para isso, ela parcialmente usou suas próprias experiências. "Existem algumas cenas muito intensas e autobiográficas, e isso foi muito difícil e surreal". disse Lana.
Durante as filmagens, por causa da densidade dos scripts e a duração estendida do primeiro corte do primeiro episódio os showrunners e Netflix chegaram a um acordo para estender a temporada de 12 episódios.
Straczynski prevê que a série será composta de cinco temporadas. Antes do início das filmagens, Straczynski e as Wachowski mapearam cinco temporadas de histórias para a série, incluindo episódio final. Straczynski detalhou em um documento de 30 páginas, os pontos-chave para uma hipotética segunda temporada, caso a primeira fosse um sucesso. Os atores escalados assinaram contratos por cinco temporadas. "Nós a apresentamos como uma história de cinco anos. Temos mapeado cinco temporadas de série, as negociações com os atores estão sendo feitos para cinco temporadas, cinco ou seis, dependendo das pausas", disse Straczynski.
O desenhista de histórias em quadrinhos Steve Skroce que colabora com as Wachowski desde Matrix tanto nos os filmes quanto nos materiais desenhados criou storyboards para o show.

### Filmagens
Para expressar adequadamente os aspectos internacionais da história, as filmagens de Sense8 ocorrem quase que inteiramente em vários locais ao redor do mundo. Na primeira temporada, a filmagem ocorreu em nove cidades localizadas em oito países diferentes: Chicago, São Francisco, Londres, Berlim, Seul, Reykjavík, Cidade do México, Nairóbi e Mumbai. A produção da série começou em junho de 2014, em San Francisco. Os cineastas negociaram com sucesso com os organizadores do projeto mural Clarion Alley e selecionaram artistas para caracterizar suas obras de arte no show. A filmagem começou em Chicago, em 9 de julho, e terminou em 8 de agosto, com gravações ocorrendo tanto em locações externas quanto no Film Studios Cinespace. Durante a procura de cenários, os produtores encontraram a Igreja Metodista na cidade de Gary, Indiana, e mudaram a descrição de um dos locais no script para uma igreja especificamente para poderem usá-la nas filmagens. Eles também gravaram algumas cenas no restaurante Superdawg, um drive-through de Chicago, solicitando aos clientes que não olhassem para as filmagens. Lana e Andy são frequentadoras assíduas do lugar. [50] Na Alemanha, parte da gravação foi feita Studio Babelsberg, perto de Berlim. A sequência em Nairóbi exigiu uma multidão de 700 figurantes, 200 carros e um helicóptero. Em Mumbai foi gravado um número de dança de Bollywood que incluiu tanto letras em inglês e hindi e foi coreografado por Slumdog Millionaire Longinus Fernandes. Os escritores queriam incluir na série um evento de cada cidade. Eles conseguiram filmar a Parada Pride com cenas de  Dykes on Bikes, na Dyke March, em São Francisco, a celebração do dia da Independência, 4 de julho, com a queima de fogos em Chicago e a celebração do festival hindu de Ganesha Chaturthi em Mumbai. Além disso, foram gravadas cenas de apresentações de trans no festival Fresh Meat festival, em São Francisco, uma cena de boate no clube KOKO, em Londres, e uma lucha libre (luta profissional mexicana) com os atores vestindo máscaras de luta livre na Arena Naucalpan, na Cidade do México. Finalmente, as cenas onde os personagens aparecem em aviões foram gravadas em viagens reais em que o elenco e equipe fizeram nos deslocamentos entre Londres e Islândia. Em 17 de novembro de 2014, Straczynski escreveu que as filmagens da unidade principal estavam oficialmente terminadas, faltando somente algumas cenas externas de inverno a serem filmadas na Islândia no mês seguinte. Essas cenas foram adiadas para meados de janeiro de 2015, até que a quantidade de neve desejada fosse atingida, com a festa de encerramento ocorrendo no salão Harpa Music and Concert em Reykjavík no dia 21 de janeiro. No fim das filmagens, a produção tinha completado 100.000 milhas em viagens aéreas, ou quatro voltas ao redor do planeta..
O começo da produção da unidade principal para a segunda temporada foi projetado para março de 2016, mas uma filmagem especial foi feita com os atores principais em 30 de dezembro de 2015 em Berlim, para aproveitar as festividades de Natal, seguida por dois curtos dias de gravação, 23 e 24 de janeiro de 2016, em Chicago. A filmagem recomeçou em meados de março de 2016, em Berlim e seguiu para Mumbai em 25 de março, para dez dias de gravações. Aml Ameen deixou a produção depois de Mumbai. Em 7 de abril, as filmagens recomeçaram em Positano, seguindo para o México no final do mês, com Toby Onwumere substituindo Ameen, na Cidade do México e um dia em Metepec. Em 7 de maio, a filmagem começou em São Francisco,na Califórnia, indo até 23 de maio. O gerente de locação Matthew Riutta foi multado pelo departamento de Parks and Recreation quando "alguém ficou acidentalmente nu" em uma cena romântica em um balanço numa árvore em Billy Goat Hill. Uma curta gravação em Malibu, Los Angeles, se seguiu. Depois disso, foram feitas gravações em São Paulo, na vigésima Parada do Orgulho LGBT no final de maio. As filmagens em Chicago foram de 5 a 15 de junho, se movendo em seguida para o Reino Unido, em Londres, Cambridge e Escócia, terminando em 4 de julho. Então, as gravações se moveram para os Países Baixos, Amsterdam e Haia, até o dia 19. As filmagens seguintes foram feitas em Nairobi e Coréia do Sul, em Seul e Bucheon. Depois disso, a equipe retornou brevemente a Londres e Berlim até o meio de setembro. A filmagem seguiu então para dois dias em Malta, onde foram usados tanques de água em Kalkara. Em 19 de setembro de 2016, com a finalização das gravações em Malta, a filmagem da segunda temporada terminou.

### Direção
Os diretores do show foram fixados por localizações em vez de episódios e com todos os oito países existentes em cada um deles, cada episódio acabou tendo vários diretores. Durante a primeira temporada, as Wachowski foram responsáveis por funções como diretoras em cenas filmadas em Chicago e San Francisco, juntamente com Londres e Islândia, dois lugares que foram inicialmente anunciados para ser dirigido por Straczynski. Straczynski, eventualmente, optou por oferecer-las para as irmãs, devido ao extenso trabalho de dublê necessário e, preferindo focar sua energia na pós-produção. James McTeigue (V de Vingança, Ninja Assassin) trabalhou na Cidade do México, Mumbai assim como algumas cenas em Reykjavík e o diretor alemão Tom Tykwer (Cloud Atlas), cuja produção de Nairobi Half Life  impressionou as Wachowski, ficou com Berlim e Nairobi. Dan Glass, que foi o supervisor de efeitos visuais para cada filme Wachowski desde Matrix Reloaded, reprisou seu papel em Sense8 ao mesmo tempo, fazendo sua estreia como diretor em cenas filmadas em Seul. O produtor executivo Grant Hill estima que, no total, as Wachowski dirigiram sete episódios, McTeigue e Tykwer dois cada e Glass, um. O diretor de fotografia que trabalhou com as irmãs Wachowski é John Toll, que filmouo Cloud Atlas e Jupiter Ascending. O cinegrafista da escolha de McTeigue é Danny Ruhlmann, que filmou The Raven e Survivor para ele. Tykwer trabalhou com Frank Griebe e Christian Almesberger na cenas de Berlim e Nairóbi, respectivamente. Griebe já havia filmado sete filmes de Tykwer, incluindo Cloud Atlas e Almesberger foi o diretor de fotografia de dois filmes anteriores de Tykwer produzidos em Nairobi; Soul Boy e Nairobi Half Life.

### Efeitos e pós-produção
Diretor da unidade de Seul, Dan Glass, e Jim Mitchell foram os supervisores de efeitos visuais da primeira temporada. Uma equipe de efeitos visuais in-house foi criada em Chicago, que completou mais de 700 cenas. Os principais fornecedores externos foram "VFX Locktix VFX (160-180 tiros)", "Technicolor VFX (mais de 100 tiros)" e "Encore VFX". Trabalho adicional foi feito por Studio 8 FX, Ritmo e VFX Quase Gold. Por causa do orçamento apertado da série e o cronograma, a produção tomou a decisão de fazer a maioria dos efeitos na câmera e só melhorá-los digitalmente, quando apropriado. De fato, para um grande número de cenas envolvendo a comunicação e visitas telepaticas entre os sensates, o elenco simplesmente se moveu para dentro e para fora da cena em tempo hábil, sem necessidade de trabalho adicional. De acordo com Glass a maioria do trabalho VFX que era feito é invisível no show final e consistia principalmente de split-screens, tripulação e remoção de equipamento, exagero nos efeitos climáticos e inserções de tela. No trabalho mais visível, Glass cita o exemplos de desde a manipulação idade dos atores, aumento dramático do clima nas cenas de automóveis na Islândia, a poucos greenscreens e lâminas, sangue e feridas gerados por computador.
Technicolor forneceu sequências não editadas e trabalhou com o diretor de fotografia John Toll na graduação de cor dando ao show um olhar que o colorista Tony Dustin descreve como "real e surreal, com uma ligeiramente elevada saturação de cor". As Wachowski ordenaram que a produção não fosse fixa, como é normalmente feito em programas de TV, mas em vez disso que fosse possível se mexer com a narrativa da série editorialmente, olhar e afinar até duas semanas antes da liberação de cada episódio. Elas também queriam que a gradação de cores da série fosse feito no software da Vinci Resolve e que tivesse qualidade teatral longa-metragem. Technicolor terminou o show em 4K e entregues tanto 2K e 4K de resolução na produção final.

## Música
Tom Tykwer e Johnny Klimek , que compuseram em conjunto as trilhas sonoras de Cloud Atlas e tiveram uma contribuição menor na trilha sonora de The Matrix Revolutions, como parte de Pale 3, compuseram a música da série, que foi orquestrada pelo colega e colaborador de Cloud Atlas, Gene Pritsker . A música foi gravada pela Orquestra Sinfônica de MDR Leipzig Radio.

## Recepção
No Rotten Tomatoes, um agregador de críticas, foi relatado um índice de aprovação de 67%, com um consenso crítico do site que diz: "Alguns dos cenários beiram o ilógico, mas a diversidade dos personagens e as interseções criativas entre suas histórias mantém Sense8 atraente". No Metacritic foi atribuída a série uma pontuação de 63 em 100, com base em 23 críticos, indicando "avaliações favoráveis".
Menos de três dias depois de sua estreia, Variety informou que o show tinha sido pirateado mais de meio milhão de vezes, independentemente de distribuição digital da websérie.